# Carl Rebbe
Carl Rebbe, född 25 december 1862 i Hagby socken, Småland, död 15 mars 1948 i Göteborg, var en svensk lärare och läroboksförfattare.
Carl Rebbe var son till lantbrukaren Johan Carlsson. Efter mogenhetsexamen i Kalmar 1885 blev han 1888 filosofie kandidat vid Lunds universitet. Han tjänstgjorde som extralärare i Jönköping från 1894 och utnämndes 1900 till adjunkt i modersmålet, tyska och engelska där samt erhöll 1905 till en adjunktur i samma ämnen vid Göteborgs realläroverk, där han tjänstgjorde till sitt avsked 1927. Han tillhörde 1912–1920 Modersmålslärarnas förenings arbetsutskott. Rebbe framträdde som författare av läroböcker i modersmålet och engelska för läroverken. Bland de mera kända märks Exempelsamling till inövande av svenska satsläran och skiljetecknens bruk (tillsammans med Walter Fischer, 1902) och Svensk språklära för realskolan. Förkortad upplaga (1917), vilka utkom i ett tiotal upplagor vardera och länge var de mest använda grammatiska läroböckerna för realskolan.